# 해양박물관 (말레이시아)
해양박물관(말레이어: Muzium Samudera)은 말레이시아 믈라카주 믈라카에 있는 해양박물관이다. 매달 약 20,000명이 방문하는 이 박물관은 믈라카에서 가장 방문객이 많은 박물관이다.

## 전시
박물관의 메인이 되는 전시는 높이 34m, 길이 36m, 폭 8m의 플로르 드 라 마르의 복제본이다. 이 외에도, 믈라카의 황금 시대의 발굴품과 기술을 전시하고 있다.